# Singapurische Badmintonmeisterschaft 1954/55
Die Singapurische Badmintonmeisterschaft 1954/55 fand an mehreren Terminen von Oktober 1954 bis Januar 1955 statt. 

## Austragungsorte
- Singapore Badminton Hall

## Finalresultate
| Disziplin    | Sieger                    | Finalist                      | Ergebnis           |
| ------------ | ------------------------- | ----------------------------- | ------------------ |
| Herreneinzel | Ong Poh Lim               | Wong Peng Soon                | 9–15, 15–10, 17–16 |
| Dameneinzel  | Helen Heng                | Baby Low                      | 11–3, 11–0         |
| Herrendoppel | Ismail Marjan Ong Poh Lim | Teoh Peng Hooi Wong Peng Soon | 15–6, 15–10        |
| Damendoppel  | Helen Heng Baby Low       | Nancy Ang Tan Chooi Neoh      | 15–1, 15–7         |
| Mixed        | Ong Poh Lim Ong Siew Yong | Teoh Peng Hooi Lau Hui Huang  | 12–15, 15–7, 15–12 |